# Танец в городе (картина Ренуара)
«Та́нец в го́роде» (фр. Danse à la ville) — картина, написанная  в 1883 году французским художником Пьером Огюстом Ренуаром (Pierre-Auguste Renoir, 1841—1919). Размер картины — 179,7 × 89,1 см, размер рамы — 205,5 × 115,2 см.

## История и описание
К танцевальной тематике Ренуар обращался и ранее — как, например, в известной картине «Бал в Мулен де ла Галетт» (1876), где было изображено множество танцующих пар. В 1883 году Ренуар написал три картины, где он персонифицировал сюжет и концентрировался на одной танцующей паре, выписывая её во всех подробностях — «Танец в городе», «Танец в Буживале» и «Танец в деревне».
Изображённый на картине «Танец в городе» мужчина одет в чёрный костюм, а женщина — в бальное платье из белой сатиновой или шёлковой тафты.
Женщина, позировавшая для картины — Сюзанна Валадон (Suzanne Valadon, настоящее имя Мари-Клементина Валадон), в то время натурщица Ренуара, впоследствии ставшая известной художницей, а позирующим мужчиной был Поль Лот (Paul Lhôte) — близкий друг Ренуара, искатель приключений, журналист и писатель. Сюзанна Валадон и (предположительно) Поль Лот также позировали для картины «Танец в Буживале».
С 1886 года владельцем картины был известный маршан Поль Дюран-Рюэль (Paul Durand-Ruel). С 1978 года она находилась в коллекции Лувра и выставлялась в национальной галерее Же-де-Пом (фр. Jeu de Paume). В 1986 году она была передана в Музей Орсе, где она и находится до сих пор.